# Non-Fungible Token
Ein Non-Fungible Token (kurz NFT, deutsch etwa „nicht-austauschbare Wertmarke“) ist ein Kryptowert, der im Gegensatz zu Kryptowährungen einmalig und nicht teilbar (non-fungible, deutsch: „nicht austauschbar“, siehe Fungibilität) ist. Ein NFT kann nur als Ganzes erworben werden und existiert nur ein einziges Mal – anders als bei der Möglichkeit, beispielsweise 0,05 Ethereum zu erwerben, bei der es für den Wert keine Rolle spielt, an welchem davon man einen Anteil erwirbt. Üblicherweise repräsentiert ein NFT eine URL auf eine Mediendatei, z. B. ein Bild.
NFTs stehen jedoch in der Kritik unter anderem wegen der Klimaschäden durch die Technologie, aufkommender Betrugsfälle und Vorwürfen, ein Pyramiden- oder Schneeballsystem zu sein. Dazu kommt, dass die meisten NFTs keinerlei Nutzwert besitzen, sondern reine Spekulationsobjekte sind, also zumeist nur in Erwartung eines höheren Wiederverkaufswerts gekauft wurden.
Der NFT-Hype der Jahre 2021–22 hatte den Charakter einer äußerst kurzlebigen Spekulationsblase. Im Laufe des Jahres 2021 wurden NFTs im Volumen von 17 Milliarden US-Dollar gehandelt, während es im Vorjahr noch 82 Millionen US-Dollar gewesen waren. Im Verlauf des Jahres 2022 brach der Handel um 97 % ein. Im Juli 2023 war er auf 80 Millionen US-Dollar geschrumpft, 3 % des Volumens auf dem Höhepunkt. Laut einer Studie von dappGambl hatten zu diesem Zeitpunkt 69.795 oder rund 95 % der 73.257 untersuchten NFT-Kollektionen eine Marktkapitalisierung von 0 Ethereum, waren also wertlos.

## Beschreibung
NFTs werden in der Regel als Smart Contracts implementiert. Ein NFT enthält meist nur einen Verweis (eine URL) auf einen digitalen Inhalt, der auf einem Server gespeichert ist – nicht die Bild- oder Audiodatei o. ä. selbst, auf die es sich bezieht. Welcher Art die Rechte sind, die mit dem Erwerb eines NFTs verbunden sind, ist nicht einheitlich geregelt. Durchsetzbare Rechte wie etwa die Verwertungsrechte an einem Lied oder die Besitzrechte an einem physischen Objekt, dessen Abbildung gehandelt wird, werden dabei jedoch in der Regel nicht übertragen. Auch hat ein NFT keine Aussagekraft über die Validität und Integrität der digitalen Ressource, auf die es verweist – also ob die Datei verändert wurde oder überhaupt noch vorhanden ist.
Der im NFT enthaltene Verweis wird mit einer dazugehörigen Prüfsumme in einer Blockchain gespeichert. Im Gegensatz zur Abbildung eines Wertes in Kryptowährung enthält der Blockchaindatensatz für ein NFT Daten über einen Verweis etwa auf eine Bild-, Audiodatei, Video, 3D-Modell, Text-Dokumente o. ä., aus denen hervorgeht, um welches Objekt es sich handelt. Anders als die NFTs selbst, die in der öffentlichen Blockchain gespeichert sind, befinden sich die gehandelten Objekte bzw. Dateien selbst nicht in der Blockchain, auch nicht im exklusiven Besitz des Käufers, sondern in der Regel auf einem von einem Dritten betriebenen Server. Mögliche Probleme, die sich daraus ergeben, sind, dass diese Server offline gehen können und die Dateien somit nicht mehr abrufbar sind; oder dass die Dateien manipuliert oder mit NFTs in anderen Blockchains erneut verknüpft und verkauft werden.
NFTs können dort verwendet werden, wo virtuellen Gütern ein Etikett zugeordnet werden soll. Sie können dabei als Nachweis bestimmter Rechte an den Objekten selbst gesammelt und gehandelt werden. Dies betrifft zum Beispiel digitale Kunst, Musik oder Einzelobjekte in Computerspielen (etwa in Ghost Recon: Breakpoint) oder DApps. NFTs können auch die Funktion einer Eintrittskarte oder eines Mitgliedsausweises erfüllen.

### Handel
Der Handel mit NFTs findet hauptsächlich auf Handelsplattformen wie OpenSea statt. Hierfür ist eine Identifikation der Käufer und Verkäufer in Form ihrer Kryptowallets notwendig. Wie bei allen Blockchainanwendungen ist der Schutz der eigenen Wallet essentiell und deren Verlust ein grundsätzliches Risiko.
In der Regel wird das verlinkte Objekt (also z. B. ein Bild oder Video) auf der Handelsplattform zusammen mit Preis, Statistiken über ähnliche NFTs und anderen Informationen angezeigt. Da NFTs ohne Kontrolle durch eine zentrale Instanz erzeugt werden können, kann die Authentizität eines NFTs nicht automatisch garantiert werden. Es obliegt den Handelsplattformen, den Handel mit unauthentischen NFTs zu unterbinden, dies geschieht nicht zuverlässig und unterbindet nicht den Handel auf anderen Handelsplattformen oder außerhalb solcher. Diese Praxis ist außerdem umstritten, weil die Handelsplattformen somit eine zentrale Autorität werden.
Ob und welche Rechte an dem Objekt ein Käufer erwirbt, hängt von der jeweiligen Vereinbarung ab. Schwierigkeiten ergeben sich bei der jeweiligen Anwendbarkeit nationalen Rechts. Jedenfalls bei Anwendbarkeit deutschen Rechts fände im Fernabsatz gegenüber Verbrauchern auch Widerrufsrecht Anwendung; wobei sich die Vereinbarkeit der technischen Hürden mit der rechtlichen Umsetzung als nicht einfach erweist.
Gewinne aus dem Handel mit NFTs müssen als Veräußerungsgewinne versteuert werden.

### Technische Abbildung in Ethereum
NFTs werden von einigen Blockchains unterstützt. Die (Stand August 2021) am häufigsten für NFTs genutzte Blockchain ist Ethereum. NFTs werden in Ethereum als Smart Contracts, die dem EIP-721 oder dem EIP-1155 Standard entsprechen, implementiert.
Mit dem Standard EIP-721 legte die Ethereum-Community erstmals 2018 fest, wie Verweise als Tokens in der Ethereum-Blockchain repräsentiert und gehandelt werden können. Dabei wird in der Blockchain nur ein URI, also ein Verweis auf eine digitale Ressource, abgelegt. Jeder kann diese Ressource bei dem referenzierten Server abfragen, der daraufhin beschreibt, was das NFT repräsentieren soll. Neben einem Bild oder einer virtuellen Sammelkarte benennt der Standard auch physische Objekte oder negative Werte (Verbindlichkeiten) als Beispiele für das mögliche Anwendungsspektrum. Es ist dort auch vorgesehen, dass sich die Metadaten mit der Zeit ändern.
Im selben Jahr wurde mit EIP-1155 ein Aggregrationsmechanismus für die Bündelung einer Vielzahl von NFTs und anderen Tokens in einem Smart Contract definiert.

## Rechtliche Aspekte

### Urheberrecht
Offen ist nach deutschem Recht, ob die „Prägung“ eines NFTs selbst eine urheberrechtlich relevante Handlung darstellt, was für eine Reihe von Folgefragen relevant ist:
- Kann der Urheber bzw. Rechteinhaber rechtlich dagegen vorgehen, dass ein Dritter NFTs mit einem Werk verknüpft und verkauft?
- Kann der Urheber eines Werks auch nach Verkauf aller Rechte noch NFTs mit seinem Werk verknüpfen?

Auch wenn der Verkäufer eines NFTs die Nutzungsrechte am damit verknüpften urheberrechtlich geschützten Werk tatsächlich hält, werden nicht automatisch alle Rechte durch den Verkauf eines NFTs übertragen. Die jeweilige rechtliche Bedeutung einer NFT-Übertragung wird vielmehr individuell und privatautonom von den Vertragsparteien bestimmt und kann je nach Vertragsgestaltung unterschiedlich sein; insbesondere kann sie nur einzelne Nutzungsarten umfassen (vgl. für Deutschland § 31 UrhG).
Durch den Verkauf eines NFTs verpflichtet sich der Verkäufer ohne zusätzliche privatautonome Vereinbarung zur Exklusivität auch nicht dazu, keine weiteren NFTs mit demselben virtuellen Objekt zu verknüpfen und zu verkaufen.

### Kapitalmarktrecht
Diskutiert wird zudem, ob NFTs als Wertpapiere einzustufen sind, die unter die europäische Prospektverordnung fallen.

## Geschichte
Die ersten NFTs wurden 2012 auf der Bitcoin-Sidechain Counterparty erstellt.
2017 erschien die NFT-Kollektion CryptoPunks des Künstler-Duos Matt Hall and John Watkinson. Im selben Jahr wurden NFTs mit weiteren Kollektionen wie den CryptoKitties zum Mainstreamphänomen. Der Handel sorgte für einen Großteil des gesamten Ethereum-Transfers. 2018 widmete das Zentrum für Kunst und Medien CryptoKitties eine eigene Ausstellung.
Am 20. Dezember 2017 gründeten Devin Finzer und Alex Atallah in New York mit OpenSea einen Marktplatz für NFTs auf Basis der Ethereum-Blockchain.
2018 erschien mit den Everdragons die erste Crosschain-NFT-Kollektion.
2019 betrug die Marktkapitalisierung aller NFTs circa 210 Millionen US$. Bis Juli 2020 betrug der Umsatz aller bisher gehandelten NFTs 100 Millionen US$. Die NBA-Sammelkartenplattform NBA Top Shot hat im 1. Quartal des Jahres 2021 NFTs im Wert von über 500 Millionen US$ verkauft und knackte im Mai 2021 die Marke von einer Million User. Insgesamt wurden im 1. Quartal 2021 NFTs in Höhe von 2 Milliarden US$ verkauft.
Beim von Stanislovas Tomas am 8. April 2019 gefilmten Video „Destruction of Nazi Monument Symbolizing Contemporary Lithuania“ handelt es sich um das erste NFT, das in Verbindung mit einer Handlung im Rahmen eines politischen Protests steht. Das NFT wurde am 29. März 2021 geminted. Das Video zeigt Tomas bei der Zerstörung eines staatlichen Denkmals Jonas Noreikas in der Nähe der litauischen Akademie der Wissenschaften mit einem Vorschlaghammer.
Das im Mai 2020 von Krista Kim kreierte Architektur-NFT Mars House wurde 2021 für 288 Ether (zum damaligen Zeitpunkt entsprach das 524.558 US-Dollar) verkauft.
Im Februar 2021 ermöglichte Christie’s als erstes großes Auktionshaus die Zahlung mit Kryptowährungen für die Versteigerung des Werkes Everydays. The First 5000 Days des US-amerikanischen Digitalkünstlers Beeple. Die Collage aus 5000 kleinen Bildern erzielte einen Rekord für digitale Kunst und wurde für 42.329,453 ETH (Gegenwert: 69,3 Millionen US$) versteigert. Es war der dritthöchste Auktionspreis aller Zeiten für das Werk eines lebenden Künstlers. Der Käufer tritt unter dem Pseudonym MetaKovan im Internet auf. Dahinter steht der kryptobasierte Fonds Metapurse, der NFTs und andere virtuelle Objekte erwirbt und von sich behauptet, der größte NFT-Fonds der Welt zu sein.
Im März 2021 verkaufte sich ein NFT des allerersten Tweets des Twitter-Gründers Jack Dorsey für 2,9 Millionen US-Dollar. Dasselbe NFT wurde 2022 zum Verkauf mit einem Preis in Höhe von 48 Millionen US-Dollar gelistet, erreichte allerdings ein Höchstgebot von 280 US-Dollar.
Das Blockchainunternehmen Injective Protocol erwarb im März 2021 einen originalen Siebdruck namens Morons (White) des englischen Graffitikünstlers Banksy im Wert von 95.000 US-Dollar, woraufhin sie jemanden dabei gefilmt haben, wie er mit einem Feuerzeug den Siebdruck verbrennt. Das Video wurde als NFT hochgeladen und verkauft.
Fast 21 Jahre nach der Gründung von Wikipedia hat Jimmy Wales im Dezember 2021 den von ihm entworfenen ersten Eintrag des Onlinelexikons als Non-Fungible Token (NFT) bei Christie’s für 750.000 US$ versteigern lassen.
Am 26. Januar 2022 gab die Galerie Belvedere in Wien bekannt, dass eine Fotografie des Gemäldes Der Kuss von Gustav Klimt in 10.000 NFTs zu jeweils 100 × 100 Pixel geteilt und diese in Form von NFTs verkauft werden sollten. Damit sollten 18,5 Millionen Euro lukriert werden. Bis zum 14. Februar 2022 wurden 1730 NFTs zu je 1850 Euro verkauft und damit rund 3,2 Millionen Euro eingenommen. Anfang Juni des Jahres wurden die NFTs auf Marktplätzen wie Opensea zu Preisen ab 670 Euro gehandelt.

## Anwendungsbereiche

### NFTs als Form digitalisierten Eigentums oder Urheberrechts in der Unterhaltungsbranche
NFTs werden oftmals dazu genutzt, um digitale Token gegen digitale Dateien zu tauschen. Der Besitz eines NFTs gilt als Lizenz zur Nutzung des damit verbundenen digitalen Mediums, ohne dem Käufer das dazugehörige Urheberrecht zu gewähren.

Einige Vereinbarungen gehen mit der Erlaubnis zur persönlichen, nichtgewerblichen Nutzung der jeweiligen Datei einher, während in anderen Fällen auch eine Genehmigung zur gewerblichen Nutzung vorliegt. Eine solche dezentralisierte Form intellektuellen Urheberrechts stellt eine Alternative zu gängigen Formen der Wahrung des Urheberrechts dar, die durch staatliche Institutionen kontrolliert werden und von Dritten einer Industrie jenseits der Urheber und Konsumenten abhängen. Der juristische Experte Joshua Fairfield vermerkt in einer Arbeit zum rechtlichen Umgang mit NFTs, dass mit dem Kauf dieser langfristig kein urheberrechtliches Eigentum am mit dem NFT verlinkten Medium einhergehen wird sofern keine entsprechenden Anpassungen im Rechtssystem der jeweiligen Jurisdiktionen erfolgen:

“A market for personal property that is governed predominantly by intellectual property principles will not succeed. Just as with e-books and fully purchased movies, collectors and investors will not truly own their intellectual-propertyentangled NFTs, and thus will not be willing to pay prices that reflect true ownership.”

„Es wird zu keinem Markt für persönliches Eigentum, das an Prinzipien intellektuellen Urheberrechts gekoppelt ist, kommen. Ähnlich wie bei E-Books und käuflich erworbenen Filmen werden Sammler und Investoren nicht die tatsächlichen Eigentümer ihrer an ein intellektuelles Eigentum verlinkten NFTs sein und somit auch nicht dazu bereit sein, [dafür] Preise zu zahlen, die einem tatsächlichen Eigentumsverhältnis entsprechen würden.“

#### Digitale Kunstwerke
Digitale Kunstwerke gehören zu den wichtigsten Anwendungsgebieten für NFTs. Durch das „Minten“ (die Erzeugung eines NFT und dessen Integration in eine Blockchain) digitaler Kunstwerke ergibt sich die Möglichkeit, das Eigentumsverhältnis dieser ähnlich wie bei klassischen Kunstwerken nachzuweisen:

“Once minted on the Ethereum blockchain, the NFT is represented on a public ledger that can’t be changed. By owning the token, you are proven the owner of the art piece. There is nothing stopping someone online from viewing, copying, and sharing a digital art file, but thanks to NFTs, they cannot fake possession of the art. NFTs make it possible to have exclusive ownership of digital art — something that was previously impossible.”

„Sobald es auf der Ethereum Blockchain geminted worden ist, wird das NFT auf einem unveränderlichen öffentlichen Konto dargestellt. Indem man den Token besitzt, wird man als Eigentümer des Kunstwerks ausgewiesen. Das allein hält niemanden davon ab, die Datei des digitalen Kunstwerks online einzusehen, zu kopieren und zu teilen, allerdings kann dank NFTs niemand ein Eigentumsverhältnis vortäuschen. NFTs ermöglichen es, exklusiver Eigentümer digitaler Kunstwerke zu sein — etwas, was zuvor unmöglich war.“

Hochkarätige Auktionen zu NFTs digitaler Kunstobjekte haben des Öfteren nennenswerte öffentliche Wahrnehmung erfahren. So gilt etwa das als Merge bezeichnete Werk des als Pak (Murat Pak) bekannten Künstlers als das gemeinhin teuerste NFT mit einem Preis in Höhe von insgesamt 91,8 Millionen US-Dollar. An zweiter Stelle hinsichtlich des Preises steht Everydays: the First 5000 Days von Beeple mit einem Verkaufspreis von 69,3 Millionen US-Dollar.

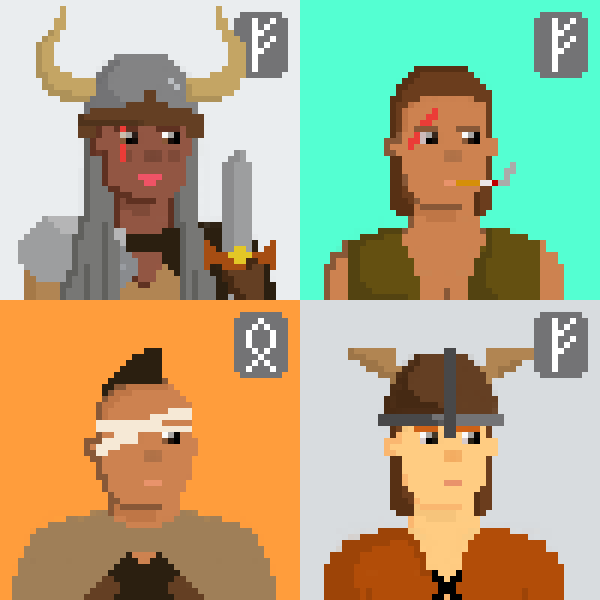
Beispiel generativer Kunst, die per NFT zur Verfügung gestellt wird

Viele NFT-Kollektionen stellen eine Form generativer Kunst dar, wobei viele verschiedene Bilder durch die Zusammenfügung eine Auswahl einfacher Bildkomponenten kreiert werden. Dies sind oftmals Bilder im Profilbild-Stil (PFP-NFTs) wie bei den Kollektionen CryptoPunks (Matt Hall and John Watkinson, 2017) oder Bored Apes (Yuga Labs, 2021) oder Gegenstände wie in der Kollektion EtherRocks.
Die amerikanische Kunstkuratorin und -historikerin Tina Rivers Ryan mit Schwerpunkt auf digitalen Kunstwerken äußerte sich in Bezug auf NFTs, dass Kunstmuseen weitgehend nicht davon überzeugt seien, dass NFTs von „fortwährender kultureller Relevanz“ wären. Ryan zog dabei Parallelen zum im Rahmen der Dotcom-Blase entstandenen Netzkunsttrend. Infolge des umstrittenen Verkaufs des Tondo Doni von Michelangelo wurde der Verkauf NFT basierter Nachbildungen berühmter Kunstwerke in Italien verboten. Aufgrund der mit dem Sachverhalt einhergehenden Komplexität und fehlenden behördlichen Regulierung hat das italienische Kulturministerium zeitweise dessen Institutionen dazu aufgefordert, keine im Zusammenhang mit NFTs stehenden Verträge abzuschließen.
Es liegt kein zentralgesteuertes Mittel zur Vermeidung des Verkaufs gestohlener oder gefälschter digitaler Kunstwerke in Form von NFTs vor, wenngleich Auktionshäuser wie beispielsweise Sotheby’s oder Christie’s wie auch zahlreiche Museen und Galerien auf der ganzen Welt Kollaborationen und Partnerschaften mit Digitalkünstlern wie etwa Refik Anadol, Dangiuz und Sarah Zucker eingegangen sind.
Als NFT gemintete digitale Kunstwerke können über diverse NFT-Plattformen ver- wie auch gekauft werden. Einer der ersten virtuellen Marktplätze, die verschiedene Arten von NFTs anbieten, ist OpenSea, welcher 2017 ins Leben gerufen wurde. Im Juli 2019 starteten die National Basketball Association, die National Basketball Players Association und Dapper Labs – die Entwickler CryptoKitties – ein Joint Venture namens NBA Top Shot, das sich an Basketballfans richtete, welche dadurch in der Lage waren, NFTs historisch wichtiger Momente des Sports zu kaufen. 2020 wurde Rarible ins Leben gerufen, welches die Anwendung verschiedener Kryptowährungen ermöglicht. 2021 startete Rarible eine Kooperation mit Adobe, um die Verifikation und Sicherung der Metadaten digitaler Inhalte – darunter auch NFTs – zu vereinfachen. Im selben Jahr lancierte Binance seinen eigenen NFT Marktplatz. 2022 wurde auch eToro Art von eToro gegründet, welches sich auf die Unterstützung bestehender NFT Kollektionen sowie junger Künstler konzentriert.
Die Auktionshäuser Sothebys und Christies stellen NFT-Kunstwerke sowohl in virtuellen Galerien wie auch vor Ort auf Bildschirmen aus.
Auch im Bereich der Internetmemes haben NFTs Einzug gefunden. Zahlreiche Memes sind als NFTs durch ihre Urheber oder die darin abgebildeten Personen geminted worden. Dazu zählen beispielsweise Doge, bei dem es sich um eine Abbildung eines Shibas handelt, sowie Charlie Bit My Finger, Nyan Cat und Disaster Girl. Das Minting von Memes als NFT ermöglicht es den Urhebern, ihre Urheberschaft nachzuweisen.

#### In der Film- und Musikindustrie
In der Filmindustrie bieten NFTs allen voran die Möglichkeit, einzelne Filmszenen zu tokenisieren und in Form von NFTs als Sammlerstücke zu vermarkten. Im musikalischen Bereich ermöglichen NFTs Künstlern, mehr Kontrolle über ihre Werke unabhängig von Zwischenhändlern zu erlangen. Künstlern der jeweiligen Branche bieten NFTs die Möglichkeit, sich die Geldzufuhr durch Royaltys zu sichern, den Wert und die Relevanz von Raubkopien ihrer Werke zu minimieren und eigenständig ohne Einflussnahme von Musiklabels, Filmstudios und anderen Dritten in ihrer Branche zu agieren.

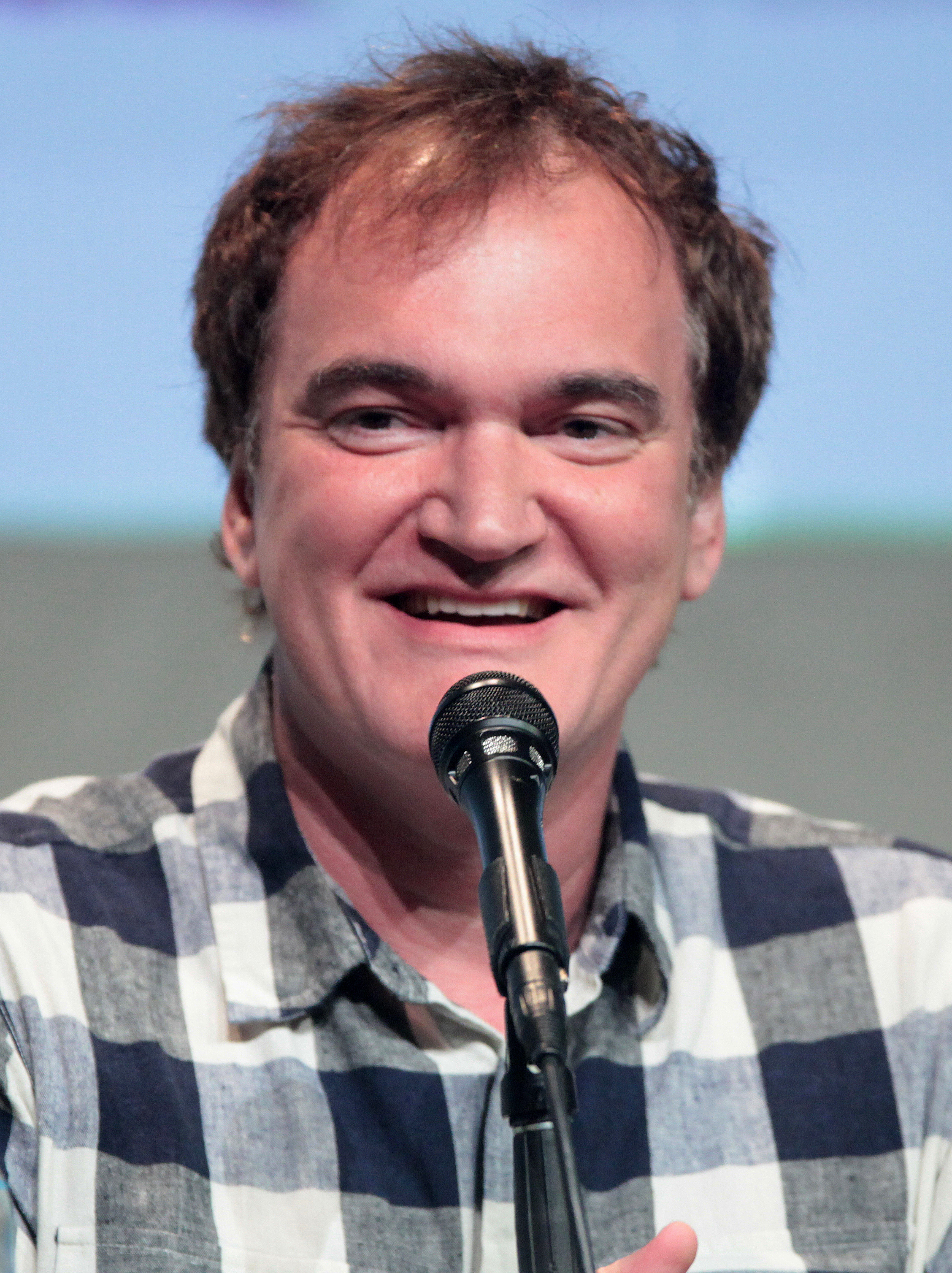
Quentin Tarantino (2015)

Bis dato wurden NFTs des Öfteren in der Musik- wie auch Filmbranche genutzt.
So veröffentlichte 20th Century Fox im Mai 2018 zusammen mit Atom Tickets limitierte digitale Poster zu Deadpool 2, um den Film zu bewerben. Sie waren über OpenSea und die GFT Exchange verfügbar. Adam Benzines Dokumentarfilm Claude Lanzmann: Spectres of the Shoah aus dem Jahre 2015 war der erste Dokumentarfilm, welcher in Form eines NFTs versteigert wurde.
Neben diesen beiden Beispielen kam es auch in mehreren anderen Fällen zur Anwendung von NFTs in der Filmindustrie. So kam es zur Ankündigung, dass für Godzilla vs. Kong eine exklusive Kollektion von NFT Artworks veröffentlicht werden würde und vonseiten Kevin Smiths im April 2021, dass sein 2022 erscheinender Horrorfilm KillRoy Was Here als NFT veröffentlicht werden würde. Auch Zero Contact unter der Regie Rick Dugdales mit Anthony Hopkins in der Hauptrolle wurde 2021 als NFT veröffentlicht.
Der vonseiten Gregg Leonards kreierte Soundtrack des Films Triumph wurde im April 2021 zum ersten NFT, das im Zusammenhang mit einem Filmsoundtrack geminted wurde.
Im November 2021 veröffentlichte Quentin Tarantino insgesamt sieben NFTs, die ungeschnittene Szenen aus dem Film Pulp Fiction enthielten. Infolgedessen leitete Miramax eine Klage ein und begründete dies mit der Behauptung, dass ihr Urheberrecht am Film dadurch verletzt wurde und der mit Tarantino geschlossene Originalvertrag aus dem Jahre 1993 ihnen das Recht zum Minting von NFTs mit Bezug auf Pulp Fiction gewähre.
Bis Februar 2021 wurden in der Musikindustrie mit NFTs circa 25 Millionen US-Dollar erwirtschaftet, indem Artwork und Musiktitel in Form von NFTs verkauft wurden. Seitdem setzte sich dieser Trend in marktabhängig unterschiedlicher, monatlich millionenfacher Höhe fort. Beispielsweise hat 3LAU Ende Februar 2021 eine Kollektion von insgesamt 33 NFTs für einen Preis in Höhe von 11,7 Millionen US-Dollar verkauft, um das dritte Jubiläum seines Ultraviolet Albums zu begehen. Am dritten März 2021 wurde ein NFT kreiert, um das Album When You See Yourself der Kings of Leon zu bewerben. Neben diesen haben noch andere Musikkünstler NFTs zu verschiedenen Zwecken genutzt, darunter Lil Pump, Grimes, Shepard Fairey in Zusammenarbeit mit dem Musikproduzenten Mike Dean sowie Eminem.
2019 wurde auf der 40th International Conference on Information Systems in München eine Arbeit präsentiert, worin der Vorschlag ausgearbeitet wurde, Zutrittskarten zu verschiedenartigen Events in Form von NFTs bereitzustellen. Dadurch wäre es den Organisatoren solcher Events beziehungsweise den darin auftretenden Künstlern auch möglich, beim Wiederverkauf der Karten Royaltys zu erhalten.
Mehrere pornographische Werke sind in Form von NFTs verkauft worden, wenngleich eine ablehnende Haltung von NFT Marktplätzen gegenüber pornographischen Inhalten eine erhebliche Hürde für Urheber solcher Werke dargestellt hat. Durch Anwendung von NFTs ist es in diesem Bereich tätigen Personen möglich, ihre Werke zu veröffentlichen, ohne der Gefahr ausgesetzt zu sein, dass sie auf Plattformen gelöscht werden.

#### Videospiele
NFTs spielen sowohl in traditionellen wie auch und insbesondere blockchainbasierten Videospielen eine Rolle. Während NFTs bei ersteren dazu dienen können, kosmetische Add-Ons nachweisbar einem Spieler zuzuschreiben, sind sie bei blockchainbasierten Videospielen oftmals Dreh- und Angelpunkt des Produkts. Gegenstände innerhalb eines Videospiels in Form von NFTs stellen Eigentum dar, das von den jeweiligen Spielern statt den Entwicklungsstudios kontrolliert wird.
CryptoKitties war eines der frühesten erfolgreichen blockchainbasierten Onlinevideospiele, in welchem die Spieler virtuelle Katzen adoptieren und handeln konnten. Die Vermarktung der NFTs innerhalb des Spiels führte zu Investitionen in Höhe von insgesamt 12,5 Millionen US-Dollar, wobei einige der Kitties (dt. „Kätzchen“) für jeweils mehr als 100.000 US-Dollar verkauft wurden. Das Spiel wurde infolge seines Erfolgs dem ERC-721 Standard hinzugefügt, welches im Januar 2018 kreiert und im Juni desselben Jahres vervollständigt wurde. Ein ähnliches NFT-basiertes Onlinespiel namens Axie Infinity kam im März 2018 auf den Markt. The Sandbox ist ein weiteres Beispiel für blockchainbasierte Videospiele, die insbesondere im Bullrun 2021 in den Fokus des Kryptomarkts gerückt sind. Mittlerweile haben sich zahlreiche solcher Spiele etabliert und wenden in vielen Fällen auch NFTs an.
Während Valve noch im Oktober 2021 die Nutzung von Anwendungen auf ihrer eigenen Steam Plattform untersagte, sofern diese Blockchaintechnologien oder NFTs anwenden, um Spielwerte oder -gegenstände zu handeln, kündigte im Dezember desselben Jahres Ubisoft Ubisoft Quartz als eine „NFT Initiative, die es Menschen ermöglicht, künstlich verknappte  digitale Gegenstände mit Kryptowährungen zu kaufen“ an. Die Ankündigung stieß auf erhebliche Kritik bei den Zuschauern, wobei das dazugehörige Video auf Youtube einen Anteil an Dislikes in Höhe von 96 % aufwieß. Ubisoft hat das Video später entfernt. Die Ankündigung stieß auch intern bei den Entwicklern Ubisofts auf Kritik. Im Jahresbericht der Game Developers Conference 2022 wird erwähnt, dass 70 % aller befragten Entwickler ausgesagt hätten, dass ihre jeweiligen Entwicklungsstudios kein Interesse an einer Integration von NFTs oder Kryptowährungen in ihren Spielen hätten. Im Juli 2022 kündigte Mojang Studios an, dass NFTs in Minecraft nicht erlaubt werden würden. Hierbei vermerkte das Entwicklerstudio, dass NFTs den dem Spiel inhärenten Werten kreativer Inklusion und Zusammenspiels widersprechen würden. Derweil gibt es Gerüchte, dass Rockstar Games im nächsten Teil der Grand-Theft-Auto-Reihe auch NFTs ins Spiel einbinden wird.

### Anwendung von NFTs im wissenschaftlichen und medizinischen Kontext
Neben der Anwendung in verschiedenen Bereich der Unterhaltungsbranche und als Mittel finanzieller Spekulation finden sich vermehrt auch Vorschläge zur Anwendung von NFTs im allgemeinen wissenschaftlichen sowie insbesondere medizinischen Kontext.

#### NFTs als Finanzierungsmethode für Universitäten und Forschungsprojekte
Der monetäre Aspekt im Minting und Verkauf von NFTs wird zuweilen vonseiten wissenschaftlicher Institutionen zur Finanzierung insbesondere diverser Forschungsprojekte genutzt.

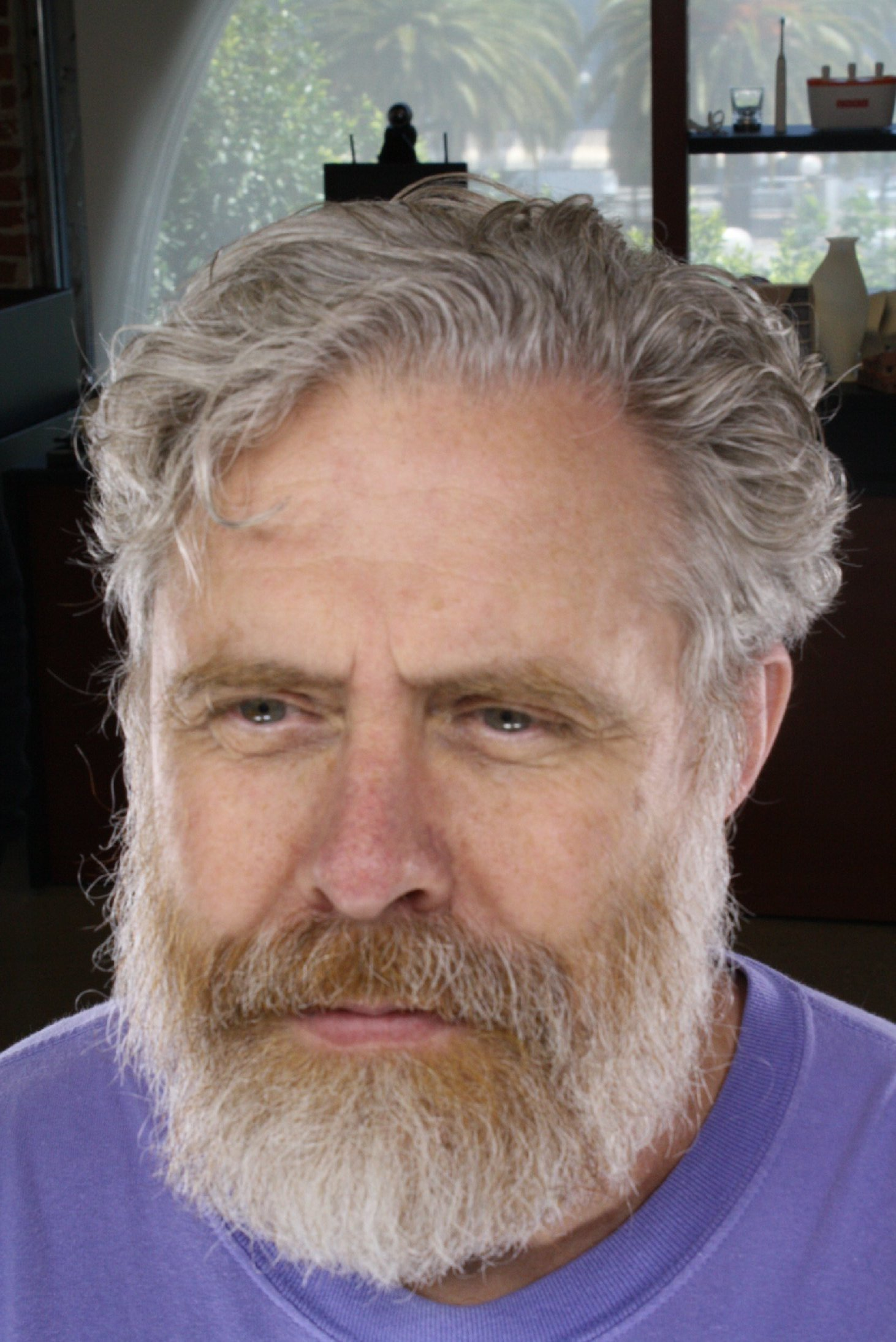
George M. Church, 2012

So kündigte die UC Berkeley im Mai 2021 an, dass sie NFTs zum Zweck der Offenlegung der Patente zweier mit dem Nobelpreis versehener Erfindungen versteigern würde: Die CRISPR/Cas-Methode und die Krebsimmuntherapie. Hierbei würde die Universität weiterhin der Eigentümer der Patente dieser Erfindungen sein: Die NFTs stehen lediglich im Zusammenhang mit dem Formular der Patentoffenlegung der Universität, bei dem es sich um ein internes Dokument handelt, welches von der Universität genutzt wird, um Erfindungen offenzulegen. 85 % der durch die gesamte Kollektion entstandenen Einnahmen sollten laut der entsprechenden Verlautbarung zur Forschungsfinanzierung verwendet werden. Hierbei wurden auch unter anderem handschriftliche Notizen und Faxdokumente James Allisons geminted. Das als The Fourth Pillar (dt. „Die vierte Säule“) bezeichnete Werk wurde im Juni 2022 für 22 Ether (zum damaligen Zeitpunkt circa 54.000 US-Dollar) versteigert und von einer Gruppe Absolventen der UC Berkeley aufgekauft. Das Geld wurde für Forschungszwecke verteilt.
Derweil hatte George Church ― unter anderem bekannt für seinen Beitrag zur Genomforschung ― in Zusammenarbeit mit Nebula Genomics verkündet, ein NFT seiner DNS veröffentlichen zu wollen und die dabei aufgebrachten finanziellen Mittel unter anderem zur Finanzierung der Forschungsvorhaben Nebula Genomics zu verwenden. Im Juni 2022 kam es schlussendlich zur Veröffentlichung von insgesamt 20 NFTs eines Bildes Churchs statt seiner DNS. Begründet wurde dieses Vorgehen mit dem Umstand, dass man mit der Veröffentlichung in ihrer ursprünglich geplanten Form auf eine geeignetere Marktlage in Angesicht des Bärenmarktes warten möchte. Zwar war das Vorhaben auf gemischte Reaktionen gestoßen, doch handele es sich beim Versuch, ein solches NFT zu veröffentlichen, um den ersten Schritt in einem größeren Vorhaben: Nebula Genomics wolle durch Anwendung der Blockchain die genetischen Daten von insgesamt 15.000 Personen nutzen, um diverse Forschungsvorhaben durch einen temporären Zugriff auf diese Daten zu unterstützen. Damit einhergehend wäre es mit NFTs auch möglich, Individuen am durch solche Transaktionen gemachten Profit eine unmittelbare Teilhabe zu ermöglichen. Auch von Seiten anderer Firmen gibt es ähnliche, teilweise auf Kritik stoßende Versuche, mit blockchainbasierten DNS-Daten, um Personen mehr Kontrolle über ihre Daten zu geben und diesen eine direkte monetäre Teilhabe am Verkauf dieser zu ermöglichen.
Das in der Schweiz ansässige Web3-Projekt Molecule Protocol versucht durch Anwendung von Blockchaintechnologien und insbesondere NFTs das intellektuelle Urheberrecht von Wissenschaftlern und Forschungsgruppen zu digitalisieren und damit einhergehend die Finanzierung etwaiger Forschungsvorhaben durch Dezentralisierung zu vereinfachen und in vielen Fällen erst zu ermöglichen. Im dazugehörigen Whitepaper erläutert das Startup, weshalb und auf welche Weise das Projekt intellektuelles Urheberrecht wissenschaftlicher Werke in Form von NFTs minten lassen und auf dem künftigen plattformeigenen Marktplatz zum Handel zwischen Forschenden und Investoren zur Verfügung stellen möchte. Im Juli 2022 konnte das Projekt insgesamt über 12 Millionen US-Dollar an Startkapital sammeln. Ein ähnliches Vorhaben hat RMDS Lab angekündigt.

#### Patientenakten in Form von NFTs
In einem Anfang 2022 in Science erschienenen Artikel haben mehrere Autoren ― darunter Kristin Kostick-Quenet ― beschrieben, wie durch die Anwendung von NFTs der Austausch von Patientendaten im Gesundheitswesen grundlegend verbessert und insbesondere transparenter gestaltet werden könnte. Den Angaben im Artikel zufolge schließe die gegenwärtige Vorgehensweise die Patienten in der Datenübertragung weitgehend aus. Patienten hätten nur beschränkte Möglichkeiten in der Entscheidung darüber, welche ihrer Daten mit wem und unter welchen Umständen geteilt werden. Dies würde das Vertrauen unter Patienten in das System verringern. Durch das Minten der Daten als NFTs versprechen sich die Autoren im Wesentlichen zwei Vorteile gegenüber den traditionellen beziehungsweise gegenwärtig angewandten Vorgehensweisen:
Zum einen würde diese Vorgehensweise den Patienten mehr Kontrolle über ihre Daten und deren Zugänglichkeit geben. Hierbei stellen sich die Autoren im Wesentlichen zwei mögliche Szenarien vor. In einem Szenario würden die Patienteninformationen als Originaldatei geminted werden. Die jeweils zuständige Stelle oder Institution (wie etwa das entsprechende Krankenhaus) würde als Custodian jeden neuen Eintrag (Diagnose, verschriebene Medikation etc.) auf der Blockchain verzeichnen. Die Patienteninformationen wären in Form des NFTs verschlüsselt, so dass nur diejenigen, die über den Smart Contract die Erlaubnis dafür erhalten, auf die Informationen zugreifen könnten. Eine solche Vorgehensweise wurde in ähnlicher Form schon 2021 im Journal of Medical Ethics vorgeschlagen, wodurch es Patienten im pseudonymisierten Rahmen ermöglicht werden würde, von vornherein im Sinne eines Prosents (proactively consent, dt. „proaktiv zustimmen“) der zweckbestimmten Weitergabe ihrer Daten zuzustimmen. Die Arbeit stieß auf positive Resonanz. Dadurch wäre es Patienten möglich, ihre Daten auf Wunsch zu teilen, ohne jeder Datenübermittlung einzeln zustimmen zu müssen. Sollten Patienten gegebenenfalls dem Verkauf ihrer Daten oder der vergüteten Teilnahme an klinischen Studien zustimmen, könnte der Smart Contract dafür sorgen, dass die jeweiligen Zahlungen automatisiert und transparent an die Patienten erfolgen. Sofern Patienten jemals bestimmte Aspekte eines solchen Vertrags abändern wollen würden, könnte jede Änderung unveränderlich als eigenständiges zeitlich erfasstes Ereignis auf der Blockchain gespeichert werden.
Ein anderes im Artikel beschriebenes Szenario ― welches den Autoren zufolge parallel zum ersten stattfinden könnte ― sieht vor, dass die Patientendaten an den üblichen Orten (beispielsweise der Datenbank des jeweiligen Krankenhauses) aufbewahrt werden. Über einen Smart Contract würden die Daten hierbei lediglich in Form einer Zusammenfassung oder Analyse geteilt werden, ohne die Originaldatei mit den darin befindlichen persönlichen Informationen preiszugeben. Dies allein würde den Umgang mit Patienteninformationen in Sachen Datenschutz und Datensicherheit deutlich verbessern.
Der nächste Vorteil in der Anwendung von NFTs im Zusammenhang mit Patientenakten wäre die erhöhte Transparenz und Effizienz. Durch solche automatisierten Data-Sharing-Vereinbarungen könnten Smart Contracts für deutlich mehr Effizienz und Transparenz sorgen und langfristig auch zu digitalen Marktplätzen führen, durch welche die Patienten unmittelbaren Zugriff auf ihre Akten und damit einhergehende Informationsübertragungen haben. Im Gegenzug könnten all diejenigen, die die entsprechenden Informationen anfordern, davon profitieren, dass die angeforderten Daten unverfälscht (und unverfälschbar) sind und auf eine möglichst zügige Art und Weise bereitstehen. Die Einsichtnahme Dritter in die gesamte Akte oder Teile dieser wäre auf der Blockchain transparent einsehbar. Zeitgleich wäre auch die Pseudonymität der in der Akte einsehbaren Daten gewahrt.
Diese Vorgehensweise sei mit gewissen Hürden versehen, die es zu bewältigen gäbe, ehe sich das Gesundheitswesen der Anwendung von Patientenakten in Form von NFTs widmet. Insbesondere die Wahrung einer einwandfreien Datensicherheit und der Privatsphäre aller Beteiligten sowie der Schutz des mit den Akten einhergehenden Urheberrechts sei in diesem Zusammenhang essenziell.
Seit der Veröffentlichung dieser Arbeit wird in der Forschung mit Verweis auf diese vermehrt darauf hingewiesen, dass NFTs dazu geeignet sind, im Gesundheitswesen den Umgang mit Patientendaten effizienter, transparenter und sicherer zu gestalten, darunter bei Petrigna und Musumeci, Doyen und Dadario sowie Skalidis et al.

Entsprechend auch der Wortlaut in der letztgenannten Arbeit:

“Tokenizing and converting patient data (...) into NFTs could enhance privacy and assure patient data integrity and confidentiality in clinical practice as well as in research initiatives. Patients could visit the emergency department and have their whole medical history, disease, medication and allergies stored in their own personalized NFT that only them and their doctor can access it (or any other individual that the patient decides to give access to). This could save time, effort and money for hospitals and patients (...) and also gives more power to the patients regarding their own medical dossier.”

„Die Tokenisierung und Konversion von Patientendaten (...) zu NFTs könnte die Privatsphäre [der Patienten] erhöhen und die Vollständigkeit sowie Vertraulichkeit der Daten im klinischen Betrieb wie auch in der Forschung sicherstellen. Patienten wäre es möglich, die Notaufnahme aufzusuchen und dabei in ihrem eigenen NFT ihre gesamte Krankheitsgeschichte, ihre Vorerkrankungen, die von ihnen eingenommene Medikation und ihre Allergien aufzubewahren, auf die ausschließlich sie selbst sowie ihr Arzt (und etwaige andere Personen, denen der Patient die Erlaubnis dazu erteilt) zugreifen können. Dies würde sowohl bei Patienten als auch Krankenhäusern Zeit, Mühe und Geld einsparen (...) und zugleich den Patienten mehr Kontrolle über ihre eigene Krankenakte geben.“

#### Lieferkettenüberprüfung durch Anwendung von NFTs
In der Forschung ist im Kontext unterschiedlicher Industriezweige die Möglichkeit besprochen wurden, durch Anwendung von NFTs (und Blockchaintechnologien im Allgemeinen) Lieferketten nachzuverfolgen und zu verifizieren. Hierbei hat sich insbesondere eine Arbeit zur Überprüfbarkeit pharmazeutischer Lieferketten hervorgetan. In dieser wird beschrieben, wie auf Basis der VeChain Blockchain NFTs angewandt werden können, um die Produktlieferungen als solche zu tokenisieren. Die sich daraus ergebenden Vorteile bestünden insbesondere darin, dass dem Endkunden dank NFTs eine Datensynchronisation mit entsprechenden Stellen und dadurch eine Garantie gegen etwaige Fälschungsversuche, eine Garantie, dass die jeweiligen Akteure innerhalb der Lieferkette nachweisbar ihren jeweiligen Aufgaben nachkommen und nicht zuletzt eine Unverfälschlichkeit der bereitgestellten Daten zum Sendungsverlauf und zu den während der Sendung unternommenen Aufgaben und Leistungen gewährleistet werden könne.

“(…) the solution discussed in this paper builds upon the generic serialization technology enforced by the pharmaceutical manufacturers and can be easily plugged in without interfering or modifying the standard serialization process (…) such an approach can strengthen the track and trace process, improve the communication among the supply chain stakeholders, and increase trust with the final consumers.”

„Der in dieser Arbeit besprochene Lösungsansatz basiert auf der generischen Serialisierungstechnologie, die vonseiten pharmazeutischer Hersteller in Kraft gesetzt worden ist, und kann auf einfache Art und Weise eingesetzt werden ohne in den schon laufenden Prozess störend einzuwirken oder ihn zu ändern (…) Eine solche Vorgehensweise ist in der Lage, das Sendungsverfolgungssystem zu stärken, die Kommunikation zwischen Akteuren innerhalb der Lieferkette zu verbessern und das Vertrauen bei den Endkunden zu stärken.“

Die vonseiten Chiacchio et al. verfasste Arbeit mitsamt den darin erörterten Vorschlägen ist in der Forschung auf weitgehend positive Resonanz gestoßen.
Einen ähnlichen Vorschlag hat wenig später Gebreab et al. bezogen auf medizinische Gerätschaften erbracht. Darin wurde Kritik zu den Vorschlägen Chiacchio et aliis geäußert. Hierbei stand im Vordergrund, dass laut Gebreab et al. Chiacchio et al. NFTs lediglich als Alternative zu herkömmlichen QR Codes nutzen möchten und ihr System keine anderen Merkmale der Produkte in der Lieferkette tokenisiere.
In den letzten Jahren ist es auch jenseits der Pharmazie in der Forschung vermehrt zu Vorstößen gekommen, durch Anwendung von Blockchains Lieferketten in diversen unterschiedlichen Industriezweigen ― darunter der Landwirtschaft sowie Weinindustrie ― zu verfolgen und zu verifizieren.

#### Patente in Form von NFTs
Neben der weiter oben ausgeführten Vermarktung zweier Patente der UC Berkeley liegt eine in einer in Scientific Reports erschienenen Arbeit gemachte Darstellung vor, wie Patente und akademische Urheberrechte in Form von NFTs gesichert werden könnten. Darin wird eine NFT-basierte mehrschichtige Lösung vorgeschlagen:
- Der Storage Layer (dt. „Aufbewahrungsschicht“) zur Aufbewahrung etwaiger mit den Patent-NFTs einhergehender Daten.[146]

- Der Authentication Layer (dt. „Authentifikationsschicht“) ermöglicht es dem Nutzer, die Echtheit der personenbezogenen Daten mit dem Patent involvierter Personen durch das Speichern von Referenzen vonseiten mehrerer Quellen (etwa der Regierung oder dem Arbeitgeber) zu bestätigen.[147]

- Der Verification Layer (dt. „Verifikationsschicht“) zum Zweck der Digitalisierung, Aufzeichnung und Datenvalidierung der Patente.[148]

- Der Blockchain Layer (dt. „Blockchainschicht“) als Middleware zwischen Verification Layer und Application Layer.[149]

- Der Application Layer (dt. „Anwendungsschicht“) zur Vermarktung der Patente.[150]

Wenngleich die Realisierung dieses Vorschlags mit gewissen Herausforderungen ― darunter auch der Neuartigkeit der Technologie und dem damit einhergehend geringen Bekanntheitsgrad ihrer Anwendungsmöglichkeiten ― versehen wäre, sehen die Autoren der Arbeit in NFT-basierten Patenten insbesondere das Potenzial größerer Transparenz und Effizienz in der Verleihung solcher Patente und somit gemeinhin eine Verbesserung des gegenwärtig bestehenden Systems.

### Spekulation
NFTs, die digitale Sammelstücke oder Kunstwerke darstellen, gelten gemeinhin als spekulative Vermögenswerte. Experten bezeichneten die zeitweise gestiegene Nachfrage bei NFT-Käufen als Spekulationsblase und verglichen diese mit der Dotcom-Blase. So bezeichnete Mike Winkelmann im März 2021 NFTs als eine „irrationale Reichtumsblase“ (Originalzitat: „irrational exuberance bubble“). Im darauffolgenden Monat sank die Nachfrage, wodurch die Preise in höherem Maße fielen. Der Finanztheoretiker William J. Bernstein verglich den NFT-Markt mit der Tulpenmanie des 17. Jahrhunderts. Hierbei äußerte er, dass jede Spekulationsblase eines technologischen Fortschritts bedarf, der in der Allgemeinheit Aufsehen erregt, wobei der damit einhergehende Enthusiasmus auf die extremen Prognosen zurückzuführen sei, die in Bezug auf das Produkt gemacht werden. Auf staatlich-juristischer Ebene gehen NFTs mit neuen Herausforderungen hinsichtlich der Regulierung wirtschaftlicher Spekulation, Betrugsversuchen und einer hohen Volatilität der neuartigen Vermögenswerte einher. (Siehe auch unten)

### Geldwäsche
NFTs ist das Potenzial inhärent, ähnlich wie andere blockchainbasierte Vermögenswerte sowie klassische Kunstobjekte zum Zweck der Geldwäsche missbraucht zu werden. Dies geht insbesondere aus der Möglichkeit des Wash Tradings hervor, bei der durch die Kreation mehrerer pseudonymisierter Adressen (sogenannter Wallets) derselben Person fiktive Verkäufe generiert werden können, die auf der Blockchain transparent verzeichnet werden, um abschließend das jeweilige Werk an einen tatsächlichen Dritten zu verkaufen.
Angaben eines Berichtes des Analyseunternehmens Chainalysis zufolge werde vor allem diese Form des Wash Tradings beliebter, wobei insbesondere die auf den jeweiligen Marktplätzen kaum eingeschränkte Anonymität der Nutzer das Wash Trading erleichtere. Beispielsweise ist die im Januar 2022 ins Leben gerufene Börse Looksrare durch den in der Anfangszeit täglichen Verkauf von NFTs in Höhe von (pro Tag) 400 Millionen US-Dollar bekannt geworden, wobei diese hohen Summen in weiten Teilen auf Wash Trading zurückzuführen waren. Eine Anwendung entsprechender Sicherheitsverfahren ― darunter des KYC-Verfahrens ― auf den jeweiligen Marktplätzen könnte laut einem Bericht des Royal United Services Institute das Risiko der Geldwäsche bei Transaktionen mit NFTs begrenzen, ohne den sich noch in der Entstehung befindlichen Markt einzuschränken.
Auktionsplattformen für NFT-Verkäufe könnten künftig vonseiten entsprechender Regulierungsbehörden dazu aufgefordert werden, in Übereinstimmung mit den jeweiligen rechtlichen Bestimmungen zur Bekämpfung und Vermeidung von Geldwäsche zu handeln. So könnten NFT Börsen in den Vereinigten Staaten laut einer Studie des Finanzministeriums der Vereinigten Staaten Regulierungsversuchen vonseiten des Financial Crimes Enforcement Networks ausgesetzt sein, da sie möglicherweise unter die Definition eines Virtual Asset Service Providers (VASP, dt. „Anbieter von Dienstleistungen im Zusammenhang mit virtuellen Vermögenswerten“) fallen. Laut dieser Studie gäbe es Hinweise auf ein erhöhtes Risiko der Geldwäsche im Zusammenhang hochwertiger Kunst-NFTs. Die Studie sieht Transaktionen mit NFTs als eine möglicherweise einfachere Form der Geldwäsche mit Kunst an, da im Gegensatz zu physischen Kunstwerken hierbei Komplikationen beim Transport oder der Versicherung der Werke von vornherein wegfallen. So kam es schon im März 2022 zur Verhaftung zweier Personen in New York, denen ein Betrugsversuch mit NFTs im Wert von einer Million US-Dollar vorgeworfen wurde.

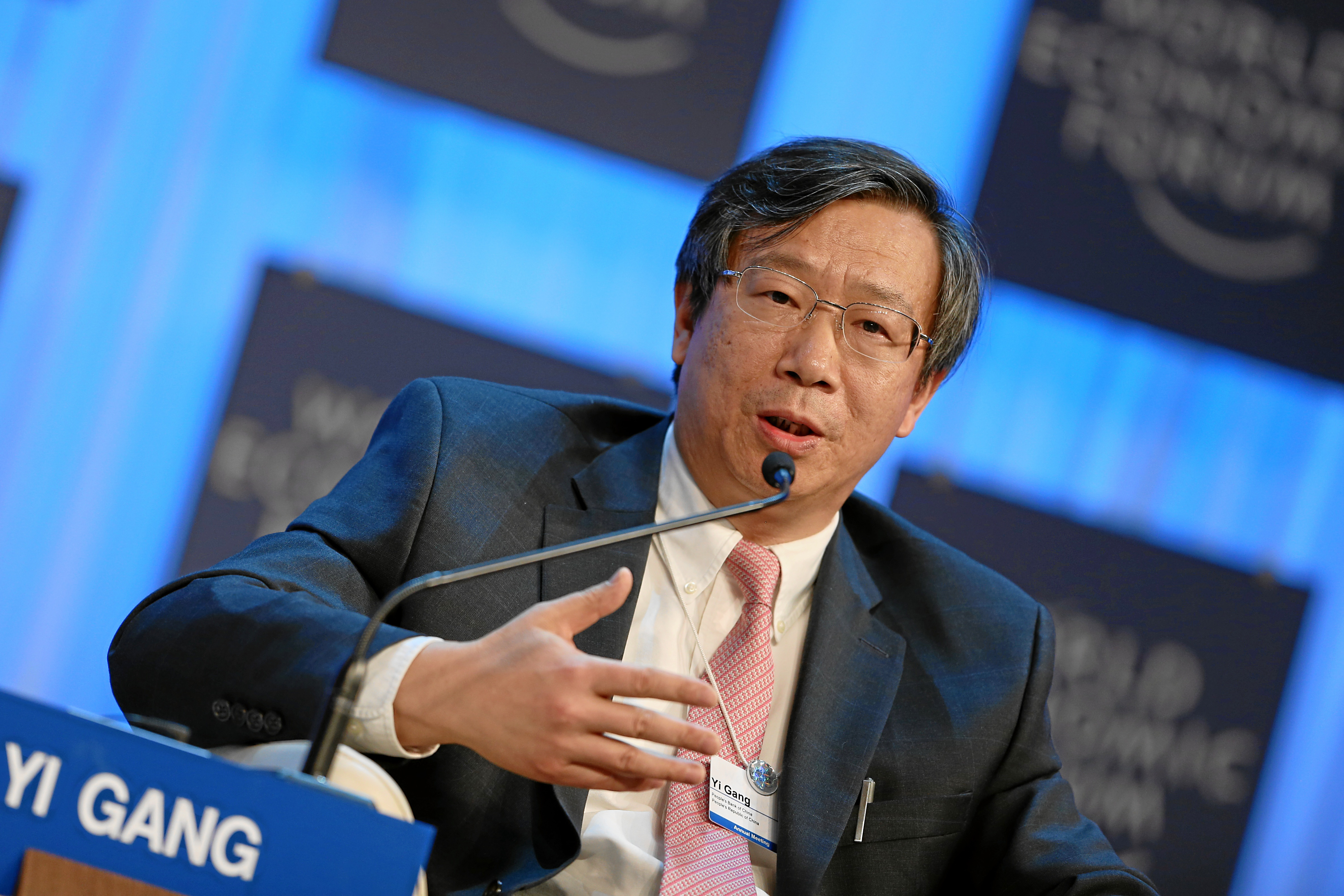
Yi Gang, Vorsitzender der chinesischen Volksbank, beim Weltwirtschaftsforum 2013

Dementsprechend hat auch der Vorsitzende des Zentrums zur Bekämpfung von Geldwäsche der chinesischen Volksbank vermerkt, dass NFTs mit Leichtigkeit zu Mitteln der Geldwäsche werden könnten. Hierbei verwies er darauf, dass es dahingehend in vermehrtem Maße zur illegalen Ausnutzung verschiedener neuartiger Kryptotechnologien komme und Urheber solcher Vorgehensweisen sich oft als Innovatoren im Bereich der Finanztechnologie ausgeben.
Innerhalb der EU gibt es derzeit (Stand: Januar 2023) keine einheitlichen konkretisierten Regelungen zum Umgang mit Geldwäsche im Zusammenhang mit NFTs. Im Juli 2022 hat die Europäische Kommission angekündigt, NFTs als Anlageklasse bis 2024 zu bewerten und bei Bedarf eine entsprechende Regulierung auszuarbeiten. Bis auf Weiteres käme die MiFID-Richtlinie bei NFTs lediglich zu Anwendung, sofern diese sich wie traditionelle Wertpapiere verhalten.

## Kritik

### Langfristige Speicherung der digitalen Objekte
Als Teil einer Blockchain besteht eine hohe Wahrscheinlichkeit, dass das NFT und die verbundenen Transaktionen zu ihm langfristig erhalten bleiben. Das eigentliche digitale Objekt wird allerdings auf andere Weise gespeichert, und dieser Verweis als Teil des NFTs ist auch unveränderbar. Damit ist jedes NFT abhängig von der Sicherheit und langfristigen Speicherung des Objektes auf normalen Webservern oder verteilten Dateisystemen der NFT-Plattformen. So verwendet Rarible beispielsweise IPFS zur Speicherung, übernimmt aber explizit keine Verantwortung für die langfristige Speicherung oder die Integrität der digitalen Objekte.

### Umweltauswirkungen
Bis zum Update im September 2022 und der damit einhergehenden Übernahme des Proof-of-Stake-Konsensverfahrens galten Bedenken zu Umweltauswirkungen beim Erstellen (Minting) der NFTs als ein wichtiger Kritikpunkt. Diese Kritik bezog sich auf Ethereum als wichtigster Blockchain, die bis zum Update das Proof-of-Work-Verfahren zur Verifikation dazugehöriger Transaktionen durch das Erbringen komplexer Rechenaufgaben anwandte, was wiederum mit einem erheblichen Ressourcenverbrauch für die verwendete Hardware und somit insbesondere Stromverbrauch einherging. So benötigte im Januar 2022 eine einzige Transaktion auf der Ethereum-Blockchain über 200 kWh.
Der britische KI-Künstler Memo Akten kritisierte hierbei den unverhältnismäßigen CO2-Fußabdruck von NFT-Transaktionen und stellte einen Onlinerechner für den CO2-Ausstoß einzelner Transaktionen bereit. Als eine umweltfreundliche Alternative griffen schon damals viele NFT-Künstler (unter anderem Akten selbst) auf Proof-of-Stake-basierte Kryptowährungen wie beispielsweise Tezos zurück, deren Energieverbrauch mit dem Senden eines Tweets vergleichbar sei.

### Schneeballsystem
Die Struktur des NFT-Marktes wird von einigen als Pyramiden- oder Schneeballsystem angesehen, bei dem die frühen Anwender auf Kosten der späteren Käufer profitieren. Der Finanztheoretiker William Bernstein verglich den NFT-Markt mit der Tulpenmanie des 17. Jahrhunderts und sagte, dass jede Spekulationsblase einen technologischen Fortschritt voraussetzt, der die Menschen „begeistert“, wobei ein Teil dieser Begeisterung aus den extremen Vorhersagen über das Produkt resultiert.

### Eignung zur Geldwäsche
Noch stärker als der reguläre Kunstmarkt können NFTs zur Geldwäsche eingesetzt werden. Da es keinen objektiven Preis für die verkauften Produkte gibt und die Käufe durch die Verwendung von Kryptowährungen in der Regel pseudonym oder anonym sind, kann ein Geldwäscher sein eigenes NFT mit illegal erworbenen Kryptowährungen kaufen und die Einnahmen dann in Gesetzliche Zahlungsmittel umtauschen, ohne sich verdächtig zu machen. Allerdings wurden die Hürden für den Umtausch von Kryptoassets in Fiatwährungen inzwischen in vielen Ländern stärker reguliert.
Siehe auch den Abschnitt zu Geldwäsche

## Steuern

### Deutschland
Die Besteuerung in Deutschland ist bislang recht ungeklärt. Es existieren einige Expertenmeinungen. Darunter unter anderem von Rapp/Bongers, Lohmann/Jenckens oder Kleiber. Das NFT selbst soll der Besteuerung unterworfen werden. Unterschieden wird das private Halten von NFT und damit verbundener Einzeleinnahmen oder Einzelverluste und die gewerbsmäßige Einkünfteerzielung durch Gewerbebetriebe, wie etwa durch GmbHs. NFTs können als Wirtschaftsgüter angesehen werden und damit auch einer deutschen Besteuerung unterworfen werden.

### Österreich
Seit der "ökoszozialen Steuerreform" vom März 2022 gelten NFTs steuerrechtlich nicht mehr als Kryptowährungen. Einkünfte aus dem Handel mit NTFs unterliegen somit weiterhin den Bestimmungen der Spekulationsgeschäfte im Sinne des §31 EStG 1988, sodass deren Tausch im Privatvermögen nach Ablauf eines Jahres steuerfrei ist und Veräußerungsgewinne innerhalb eines Jahres mit der progressiven Einkommensteuer versteuert werden müssen.

## Wissenswertes
- Nike hält ein Patent auf seinen NFT-Schuh CryptoKicks.[187][188]
- Microsoft hat auf seiner Cloud-Computing-Plattform Azure ein eigenes NFT-Projekt namens Azure Heroes veröffentlicht mit dem Ziel, die Entwicklergemeinschaft zu belohnen. Azure Heroes basiert auf dem EIP-1155-Protokoll. Entwickelt wurde das Protokoll vom Enjin Team und ist offiziell anerkannt.[189]
- Ein virtueller NFT-Rennwagen der Formel 1 wurde in F1 Delta Time für 415,9 ETH (ca. 113.000 US$) verkauft.[190]
- Vom FC Bayern lizenzierte NFT-Spielerkarten wurden für 240 ETH (ca. 31.100 US$) verkauft.[191]
- Im April 2021 wurde ein Edward-Snowden-NFT für über 5,4 Millionen US$ verkauft. Der Erlös ging an die Freedom of the Press Foundation.[192]
- Das Universalmuseum Joanneum war im April 2021 das erste Museum weltweit, das NFT-Kunstwerke in seine museale Sammlung aufnahm.[193]
- Ein NFT der von Tim Berners-Lee signierten Kopie des Quellcodes des ersten Webbrowsers WorldWideWeb wurde im Juni 2021 für umgerechnet 5,4 Millionen US$ über Sotheby’s versteigert.[194]
- Einen Hype erleben NFTs auch durch den Verkauf von virtuellem Land im Metaversum.[195]
- In Niedriglohnländern wie z. B. den Philippinen zählt play-to-earn mit Non-Fungible Tokens mittlerweile als erstrebenswerter Beruf.[196]
- Im 1. Quartal des Jahres 2021 wurden 10 % des weltweiten Umsatzes im Kunstmarkt über NFTs erzielt.[197]
- Der erste Tweet von Twitter-Gründer Jack Dorsey wurde als NFT im März 2021 für umgerechnet 2,9 Millionen US$ verkauft.[198]
- Im ersten Halbjahr 2021 wurden weltweit NFTs in Höhe von 2,5 Milliarden US$ umgesetzt.[199]
- Im Mai 2021 kündigte eBay den Verkauf von NFTs an.[200]
- Ebenfalls im Mai 2021 kündigte auch GameStop einen NFT-Marktplatz auf Basis der Ethereum-Blockchain an.[201]
- Ein weiterer großer Marktplatz für NFTs ist das 2017 gegründete OpenSea.
- Das NFT mit dem kleinsten angehängten Inhalt der Welt (1 Byte) wurde am 10. November 2021 im Liquid Network geprägt. Der IPFS-Hashwert des NFTs trägt lediglich ein Alt-Code-Symbol, jegliche weiteren Metadaten wurden eingespart.[202]
- Bis zum Jahr 2022 wurden Bored-Ape-Yacht-Club-NFTs für über 1 Milliarde US-Dollar verkauft.[203]